# Skałubnik
Skałubnik (Nosodendron fasciculare) – gatunek chrząszcza z rodziny skałubnikowatych.

## Taksonomia
Gatunek opisany został w 1790 roku przez Guillaume’a-Antoine’a Oliviera, jako Sphaeridium fasciculare.

## Opis
Ciało długości od 4 do 4,5 mm, ubarwione czarno lub ciemnobrunatno. Pokrywy z pięcioma rzędami pędzelków utworzonych przez rude lub rudobrunatne włoski. Liczba pędzelków w rzędzie wynosi od 6 do 9.

## Biologia i ekologia
Występuje na nizinach i niższych położeniach górskich. Larwy oraz owady dorosłe żywią się sokiem wyciekającym z dolnych części pni drzew liściastych, preferując wiązy, dęby oraz kasztanowce. Spotykany zwykle gromadnie. Larwy i dorosłe żyją w symbiozie z bakteriami.
Owady dorosłe posiadają na śródtułowiu i pierwszym segmencie odwłoka gruczoły olejowe, których wydzielina ochrania chrząszcze przed znajdującymi się w soku szkodliwymi substancjami.

## Rozprzestrzenienie
W Europie jest jedynym przedstawicielem rodziny i wykazany został z Albanii, Austrii, Białorusi, Bośni i Hercegowiny, Bułgarii, Chorwacji, Czech, Danii, Estonii, europejskiej Turcji, Francji, Holandii, byłej Jugosławii, Macedonii Północnej, Niemiec, Polski, Rumunii, Rosji, Słowacji, Słowenii, Szwecji, Szwajcarii, Ukrainy, Węgier i Włoch.
W Polsce prawdopodobnie występuje na terenie całego kraju.